# Oreophryne geminus
Espèce
Statut de conservation UICN

 DD  : Données insuffisantes
Oreophryne geminus est une espèce d'amphibiens de la famille des Microhylidae.

## Répartition
Cette espèce est endémique de la province de Sandaun en Papouasie-Nouvelle-Guinée. Elle se rencontre dans les Star mountains,.

## Étymologie
Son nom d'espèce, du latin, geminus, « jumeau, jumelle », lui a été donné en référence à sa grande ressemblance avec l'espèce sympatrique Oreophryne terrestris.

## Publication originale
- Zweifel, Cogger & Richards, 2005 : Systematics of microhylid frogs, genus Oreophryne, living at high elevations in New Guinea. American Museum Novitates, no 3495, p. 1-25 (texte intégral).